# Lijst van voetbalinterlands Congo-Brazzaville - Zuid-Afrika
Deze lijst van voetbalinterlands is een overzicht van alle officiële voetbalwedstrijden tussen de nationale teams van Congo-Brazzaville en Zuid-Afrika. De landen hebben tot op heden twaalf keer tegen elkaar gespeeld. De eerste ontmoeting was een kwalificatiewedstrijd voor het Wereldkampioenschap voetbal 1994 op 24 oktober 1992 in Johannesburg. Het laatste duel, een kwalificatiewedstrijd voor de Afrika Cup 2025, werd gespeeld op 15 oktober 2024 in Brazzaville.

## Wedstrijden
| №  | Plaats         | Datum            | Competitie                   | Wedstrijd                       | Uitslag |
| -- | -------------- | ---------------- | ---------------------------- | ------------------------------- | ------- |
| 1  | Johannesburg   | 24 oktober 1992  | WK 1994 kwalificatie         | Zuid-Afrika − Congo-Brazzaville | 1 − 0   |
| 2  | Pointe-Noire   | 31 januari 1993  | WK 1994 kwalificatie         | Congo-Brazzaville − Zuid-Afrika | 0 − 1   |
| 3  | Pointe-Noire   | 6 april 1997     | WK 1998 kwalificatie         | Congo-Brazzaville − Zuid-Afrika | 2 − 0   |
| 4  | Johannesburg   | 16 augustus 1997 | WK 1998 kwalificatie         | Zuid-Afrika − Congo-Brazzaville | 1 − 0   |
| 5  | Brazzaville    | 3 september 2000 | Afrika Cup 2002 kwalificatie | Congo-Brazzaville − Zuid-Afrika | 1 − 2   |
| 6  | Johannesburg   | 17 juni 2001     | Afrika Cup 2002 kwalificatie | Zuid-Afrika − Congo-Brazzaville | 0 − 0   |
| 7  | Johannesburg   | 2 september 2006 | Afrika Cup 2008 kwalificatie | Zuid-Afrika − Congo-Brazzaville | 0 − 0   |
| 8  | Pointe-Noire   | 17 juni 2007     | Afrika Cup 2008 kwalificatie | Congo-Brazzaville − Zuid-Afrika | 1 − 1   |
| 9  | Pointe-Noire   | 11 oktober 2014  | Afrika Cup 2015 kwalificatie | Congo-Brazzaville − Zuid-Afrika | 0 − 2   |
| 10 | Polokwane      | 15 oktober 2014  | Afrika Cup 2015 kwalificatie | Zuid-Afrika − Congo-Brazzaville | 0 − 0   |
| 11 | Port Elizabeth | 11 oktober 2024  | Afrika Cup 2025 kwalificatie | Zuid-Afrika − Congo-Brazzaville | 5 − 0   |
| 12 | Brazzaville    | 15 oktober 2024  | Afrika Cup 2025 kwalificatie | Congo-Brazzaville − Zuid-Afrika | 1 − 1   |

## Samenvatting
| Competitie              | Totaal gespeeld | Winst Congo-Brazzaville | Gelijk | Winst Zuid-Afrika | Doelsaldo Congo-Brazzaville – Zuid-Afrika |
| ----------------------- | --------------- | ----------------------- | ------ | ----------------- | ----------------------------------------- |
| WK-kwalificatie         | 4               | 1                       | 0      | 3                 | 2 − 3                                     |
| Afrika Cup-kwalificatie | 8               | 0                       | 5      | 3                 | 3 − 11                                    |
| Totaal                  | 12              | 1                       | 5      | 6                 | 5 − 14                                    |

Wedstrijden bepaald door strafschoppen worden, in lijn met de FIFA, als een gelijkspel gerekend.
FCF · 
Vrouwenelftal van Congo-Brazzaville
1960–1969 ·
1970–1979 ·
1980–1989 ·
1990–1999 ·
2000–2009 ·
2010–2019 ·
2020−2029
1960 ·
1961 ·
1962 ·
1963 ·
1964 · 
1965 ·
1966 · 
1967 ·
1968 · 
1969 ·
1970 · 
1971 ·
1972 · 
1973 ·
1974 · 
1975 · 
1976 ·
1977 · 
1978 ·
1979 ·
1979 · 
1980 ·
1980 · 
1981 ·
1982 ·
1983 ·
1984 · 
1985 ·
1986 · 
1987 ·
1988 · 
1989 ·
1990 · 
1991 ·
1992 · 
1993 ·
1994 · 
1995 ·
1996 · 
1997 ·
1998 · 
1999 ·
2000 · 
2001 ·
2002 · 
2003 ·
2004 · 
2005 · 
2006 ·
2007 · 
2008 ·
2009 · 
2010 · 
2011 ·
2012 · 
2013 · 
2014 ·
2015 ·
2016 ·
2017 ·
2018 ·
2019 ·
2020 ·
2021 ·
2022 ·
2023
Algerije ·
Angola ·
Benin ·
Burkina Faso ·
Burundi ·
Canada ·
Centraal-Afrikaanse Republiek ·
Congo-Kinshasa ·
Egypte ·
Equatoriaal-Guinea ·
Ethiopië ·
Gabon ·
Gambia ·
Ghana ·
Guinee ·
Guinee-Bissau ·
Ivoorkust ·
Kaapverdië ·
Kameroen ·
Kenia ·
Liberia ·
Libië ·
Madagaskar ·
Malawi ·
Mali ·
Marokko ·
Mauritanië ·
Mauritius ·
Mozambique ·
Namibië ·
Niger ·
Nigeria ·
Noord-Korea ·
Oeganda ·
Rwanda ·
Sao Tomé en Principe ·
Saoedi-Arabië ·
Senegal ·
Sierra Leone ·
Soedan ·
Swaziland ·
Tanzania ·
Thailand ·
Togo ·
Tsjaad ·
Tunesië ·
Zambia ·
Zimbabwe ·
Zuid-Afrika ·
Zuid-Soedan
SAFA · A-internationals · Bondscoaches · Selecties · Statistieken · Zuid-Afrikaans vrouwenelftal · Olympisch elftal · Zuid-Afrika U21 · Zuid-Afrika U19 · Zuid-Afrika U17
1906 – 1919 ·
1920 – 1929 ·
1930 – 1939 ·
1940 – 1949 · 
1950 – 1959 · 
1960 – 1969 · 
1970 – 1979 · 
1980 – 1989 · 
1990 – 1999 · 
2000 – 2009 · 
2010 – 2019 ·
2020 − 2029
AC 1996 · 
AC 1998 · 
AC 2000 · 
AC 2002 · 
AC 2004 · 
AC 2006 · 
AC 2008 · 
AC 2013
WK 1998 · 
WK 2002 · 
WK 2010
OS 2000 ·
OS 2016 ·
OS 2020
1947 · 
1948–1949 · 
1950 · 
1951-1952 ·
1953 · 
1954 · 
1955 · 
1956–1991 · 
1992 · 
1993 · 
1994 · 
1995 · 
1996 · 
1997 · 
1998 · 
1999 · 
2000 · 
2001 · 
2002 · 
2003 · 
2004 · 
2005 · 
2006 · 
2007 · 
2008 · 
2009 · 
2010 · 
2011 · 
2012 · 
2013 · 
2014 · 
2015 · 
2016 ·
2017 ·
2018 ·
2019 ·
2020 ·
2021 ·
2022 ·
2023 ·
2024
Algerije ·
Andorra ·
Angola ·
Argentinië ·
Australië ·
Benin ·
Bolivia ·
Botswana ·
Brazilië ·
Bulgarije ·
Burkina Faso ·
Burundi ·
Canada ·
Centraal-Afrikaanse Republiek ·
Chili ·
Colombia ·
Comoren ·
Congo-Brazzaville ·
Congo-Kinshasa ·
Costa Rica ·
Denemarken ·
Duitsland ·
Ecuador ·
Egypte ·
Engeland ·
Equatoriaal-Guinea ·
Ethiopië ·
Frankrijk ·
Gabon ·
Gambia ·
Georgië ·
Ghana ·
Guatemala ·
Guinee ·
Guinee-Bissau ·
Honduras ·
Ierland ·
IJsland ·
Irak ·
Israël ·
Italië ·
Ivoorkust ·
Jamaica ·
Japan ·
Kaapverdië ·
Kameroen ·
Kenia ·
Lesotho ·
Liberia ·
Libië ·
Madagaskar ·
Malawi ·
Mali ·
Malta ·
Marokko ·
Mauritanië ·
Mauritius ·
Mexico ·
Mozambique ·
Namibië ·
Nederland ·
Nieuw-Zeeland ·
Niger ·
Nigeria ·
Noord-Korea ·
Noorwegen ·
Oeganda ·
Panama ·
Paraguay ·
Polen ·
Portugal ·
Rwanda ·
Saoedi-Arabië ·
Sao Tomé en Principe ·
Schotland ·
Senegal ·
Servië ·
Seychellen ·
Sierra Leone ·
Slovenië ·
Soedan ·
Spanje ·
Swaziland ·
Tanzania ·
Thailand ·
Trinidad en Tobago ·
Tsjaad ·
Tsjechië ·
Tunesië ·
Turkije ·
Uruguay ·
Verenigde Arabische Emiraten ·
Verenigde Staten ·
Zambia ·
Zimbabwe ·
Zuid-Soedan ·
Zweden
Frankrijk (2010) ·
Mexico (2010) ·
Paraguay (2002) · 
Slovenië (2002) · 
Spanje (2002) · 
Uruguay (2010)